# Panyaungan Jaya
Panyaungan Jaya is een bestuurslaag in het regentschap Serang van de provincie Banten, Indonesië. Panyaungan Jaya telt 2899 inwoners (volkstelling 2010).